# آردی‌ایکس
آر. دی. ایکس یا هکسوژن (به انگلیسی: RDX) یک ترکیب آلی با فرمول 3(O2NNCH2) است. این ماده یک جامد سفیدرنگ بدون بو و مزه است که عمدتاً به عنوان ماده منفجره مورد استفاده قرار می‌گیرد. از لحاظ شیمیایی این ماده یک نیترامید طبقه‌بندی می‌شود و خواصی شبیه به اچ‌ام‌ایکس دارد. این ماده منفجره قدرتی کمی بیشتر از تی‌ان‌تی دارد و در جنگ جهانی دوم و پس از آن بسیار کاربرد داشته و دارد. این ماده عامل انفجاری در بمب های خمیری خانواده C است که معروف ترین آن C-4 است. آر.دی. ایکس یک ماده منفجره پایدار جهت نگهداری طولانی مدت است و از قدرتمند ترین مواد منفجره شناخته شده نظامی می باشد .

## نام‌های دیگر
آر.دی. ایکس همچنین به نام‌های سیکلونیت، هکسوژن (مخصوصا در زبان روسی، فرانسوی و آلمانی و کشورهای متأثر از این زبان‌ها)، T4 و نام شیمیایی «سیکلو تری متیلین تری نیترامین» نیز شناخته می‌شود.
در دهه ۱۹۳۰ زرادخانه سلطنتی بریتانیا به تحقیق در مورد سیکلونیت برای مصرف علیه یو-بوت های آلمانی که بدنه‌ای ضخیم‌تر از قایق‌های دیگر داشت، شروع کرد. هدف ساخت ماده منفجره‌ای قوی‌تر از تی‌ان‌تی بود. به دلیل مسائل امنیتی بریتانیا این ماده را "Research Department Explosive" یا "R.D.X" به معنای "ماده منفجره دپارتمان تحقیقات" نامگذاری کرد.

## کاربرد
از آر.دی. ایکس در طول جنگ جهانی دوم به‌ طور گسترده‌ای استفاده شد که اغلب با ترکیب تری‌نیتروتولوئن شکل می‌گرفت از قبیل تورپکس، کامپوزیشن ب، سیکلوتول، کامپوزیشن اچ۶.
از آر.دی. ایکس برای ساخت اولین ماده منفجره خمیری استفاده گردید.
آر.دی. ایکس پایه ساخت مواد منفجره بسیاری است:
کامپوزیشن آ: ماده منفجره ای گرانولی (دانه‌دانه) شامل آر.دی. ایکس و یک موم کاهنده حساسیت.
کامپوزیشن ب: ترکیبی قابل قالب‌گیری شامل ۵۹٫۵٪ آر.دی. ایکس و ۳۹٫۴٪ تی‌ان‌تی همراه با یک درصد موم کاهنده حساسیت.
کامپوزیشن سی: از کامپوزیشن سی برای اولین بار در جنگ جهانی دوم استفاده گردید، اما انواع مختلفی از آن ساخته شد از جمله سی-۲، سی-۳ و سی-۴؛ سی-۴ شامل ۹۱٪ آر.دی. ایکس، یک عامل پلاستیکی کننده، ۵٫۳٪ دیابکتیل ساباکات، یک عامل بایندر (عامل چسبیدن مواد بهم) که معمولاً ۲٫۱٪ پلی ایزوبوتیلین می‌باشد و ۱٫۶٪ روغن است.
کامپوزیشن سی. اچ-۶: ۹۷٫۵٪ آر.دی. ایکس، ۱٫۵٪ کلسیم استئارات، ۰٫۵٪ پلی ایزوبوتیلین و ۰٫۵٪ گرافیت.
سیکلوتول: ترکیب قابل قالب‌گیری از ۵۰ تا ۸۰٪ آر.دی. ایکس و ۲۰ تا ۵۰٪ تی‌ان‌تی که با توجه به نسبت آر.دی. ایکس به تی‌ان‌تی نامگذاری می‌شود مانند سیکلوتول ۷۰/۳۰.
تورپکس: ۴۲٪ آر.دی. ایکس، ۴۰٪ تی‌ان‌تی و ۱۸٪ پودر آلومینیوم. این ترکیب در جنگ جهانی دوم ساخته شد و جزو مهمات زیرآبی محسوب می‌شود.